# Movic Records
Movic Records es una entidad enfocada en el entretenimiento y sus principales actividades orbitan alrededor de un sello discográfica. Fue fundada en 1999 por Francisco "Kiko" Lobo de la Garza, con el propósito de presentar una alternativa independiente y profesional para los artistas de México, principalmente en la música. Sus oficinas se encuentran en el municipio de San Pedro Garza García, en Nuevo León, México.

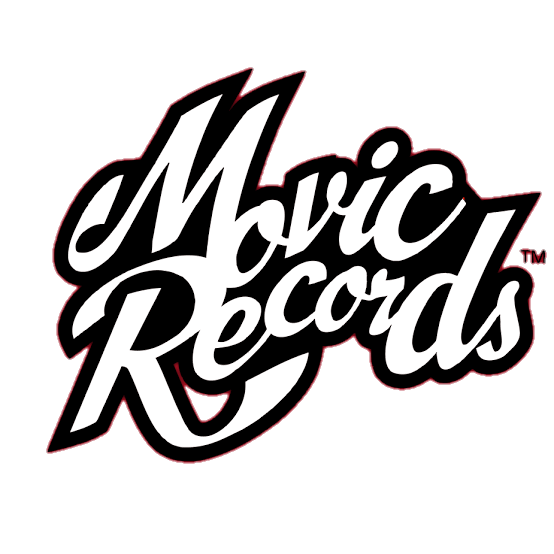
Logo oficial de la disquera

## Historia
Nace en 1999 con el propósito de presentar una alternativa independiente y profesional para los artistas de México, principalmente en la música. Han crecido en sus actividades, aplicando su forma de hacer las cosas a otras disciplinas en donde buscan hacer la diferencia, como la producción de video y la creación de contenido digital. 
Su filosofía y visión se basan en el verdadero talento y en la apreciación artística.
Fue fundada en conjunto con el lanzamiento del primer disco de Panda, Arroz con Leche. En 2005, Movic firmó un contrato por 2 años de distribución con Warner Music, que en ese entonces era aliado de TV Azteca, con lo que consiguió librarse de los problemas de logística y el hecho de que los discos tardaran semanas en llegar a las ciudades de provincia. 
Este socio estratégico fue cambiado a finales de 2008 por EMI Music México, con lo que se esperaba consolidar al sello y en especial a sus bandas internacionalmente, sobre todo en Centroamérica y Sudamérica. 
Hasta la fecha, Panda y Los Claxons son sus artistas más sobresalientes.
En Movic Records se encuentra El Cielo Recording Studio, uno de los estudios de grabación más sobresalientes de Latinoamérica, debido a su infraestructura tecnológica y acústica de clase internacional. Allí han grabado algunos de los mejores artistas mexicanos, desde Juan Gabriel hasta Armando Manzanero. 
Los artistas principales de Movic Records actualmente son Los Claxons, así como Tony True and the Tijuana Tres, cantautor de música folk-pop, que sigue creciendo en fama y reconocimiento a lo largo y ancho de la República Mexicana. 
En el 2021 Movic Records lanza su nuevo gran proyecto, el primer álbum de Pato Serna, joven promesa de la música pop mexicana, quien a su temprana edad (17 años) ya lleva un largo camino dentro de la actuación y el mundo del entretenimiento. 
Dentro del sello Movic Media House, Movic Records se ha aventurado en la creación de contenido para YouTube, con el exitoso proyecto de la reconocida astróloga Mizada Mohamed: un canal de YouTube especializado en contenido de desarrollo humano.

## Artistas Movic Records
- Panda

1. Perteneció en Movic Records de 1997 Hasta enero de 2013

- Los Claxons

1. Permanece con Movic Records desde el 2004 hasta la Actualidad

- Insite

1. Pertenece a Movic Records desde el 2006 hasta de 2015

- Nina Pilots

1. Pertenece en Movic Records Hasta enero de 2010 hasta la Actualidad

- Las Delailas

1. Permanece en Movic Records desde 2015 Hasta La Actualidad